# Mieczyno
Mieczyno is een plaats in het Poolse district  Płocki, woiwodschap Mazovië. De plaats maakt deel uit van de gemeente Staroźreby en telt 130 inwoners.